# مبرهنة كارنو (ديناميكا حرارية)
دورة كارنو أو مبرهنة كارنو (بالإنجليزية: Carnot's theorem)‏ والذي يضع الحد الأعظمي لمردود الذي يمكن الحصول عليه لأي محرك والذي يعتمد على الفرق بين درجتي الحرارة الحارة والباردة وهكذا ينص مبدأ كارنو على:
و كان هذا المبدأ خطوة هامة على صعيد ظهور القانون الثاني للديناميكا الحرارية ، عند تحويل الطاقة الحرارية إلى طاقة ميكانيكية فإن المردود الحراري للمحرك هو النسبة بين الطاقة المحولة إلى العمل وهكذا يعرف المردود الحراري:
{\displaystyle \eta _{th}\equiv {\frac {W_{out}}{Q_{in}}}.\ }
و هكذا فإن أقصى مردود يمكن الحصول عليه مبين حسب العلاقة
{\displaystyle \eta ={\frac {W}{Q_{H}}}=1-{\frac {T_{C}}{T_{H}}}={\frac {\Delta T}{T_{H}}}\ }
حيث
W العمل المنجز في الدارة
{\displaystyle Q_{H}} الحرارة الداخلة إلى الدارة
{\displaystyle T_{C}} درجة الحرارة المطلقة للمنبع البارد
{\displaystyle T_{H}} درجة الحرارة المطلقة للمنبع الساخن
هكذا تضع مبرهنة كارنو حدود على قدرة المحرك الحراري مثل المحرك البخاري ومحرك الاحتراق الداخلي الذي يعمل وفق دورة كارنو